# (300129) 2006 VZ37
(300129) 2006 VZ37 es un asteroide perteneciente al cinturón de asteroides, descubierto el 12 de noviembre de 2006 por el equipo del Catalina Sky Survey desde el Catalina Sky Survey, Arizona, Estados Unidos.

## Designación y nombre
Designado provisionalmente como 2006 VZ37.

## Características orbitales
2006 VZ37 está situado a una distancia media del Sol de 3,126 ua, pudiendo alejarse hasta 3,719 ua y acercarse hasta 2,532 ua. Su excentricidad es 0,189 y la inclinación orbital 4,001 grados. Emplea 2019,01 días en completar una órbita alrededor del Sol.
Los próximos acercamientos a la órbita de Júpiter se producirán el 7 de abril de 2054, el 15 de agosto de 2064 y el 13 de septiembre de 2137, entre otros.

## Características físicas
La magnitud absoluta de 2006 VZ37 es 17,2.